# Francesco Costantino Mazzieri
Francesco Costantino Mazzieri (ur. 25 marca 1889 w Osimo Abbadia, zm. 19 sierpnia 1983 w Zambii) – włoski duchowny katolicki, misjonarz, wikariusz apostolski i biskup w Zambii, tytularny biskup Coeliany.

## Życiorys
Był członkiem zakonu franciszkanów. W trakcie studiów w Rzymie poznał św. Maksymiliana Kolbego, którego nazywał potem przyjacielem. Śluby zakonne złożył 15 sierpnia 1909, a kapłańskie 10 sierpnia 1912. W 1930, wraz z grupą innych braci, przybył do Zambii w celach misyjnych. Dzięki inicjatywie tej grupy założony został w 1949 wikariat apostolski w Ndoli, przekształcony w 1959 w diecezję Ndola. Od 1949 do 1965 kierował tą jednostką, najpierw jako wikariusz apostolski, a potem jako biskup rezydencjalny (od 2 sierpnia 1959). 14 grudnia 1965 zrezygnował z pełnionej funkcji ze względu na wiek, ale pozostał w Zambii, pracując jako misjonarz. W 1982 uczestniczył w rzymskich uroczystościach kanonizacyjnych św. Maksymiliana Kolbego.